# Maria Grazia Spillantini
Maria Grazia Spillantini (Caprese Michelangelo, 10 novembre 1957) è una biologa italiana.
Nominata membro della Royal Society nell'ottobre 2013, è docente di neurologia molecolare presso l'Università di Cambridge.
È nota principalmente per aver identificato il ruolo dell'alfa-sinucleina come componente principale dei corpi di Lewy, caratteristici depositi di proteine trovati nelle persone affette da malattia di Parkinson e da demenza con i corpi di Lewy. Inoltre ha identificato le mutazioni nel gene MAPT come causa ereditaria della demenza frontotemporale.

## Studi e prime esperienze
Pronipote dell'astronomo Giovanni Santini, ha conseguito la laurea summa cum laude in biologia presso l'Università degli Studi di Firenze con una tesi sui meccanismi del dolore nelle cefalee e ha successivamente lavorato come ricercatrice nel Dipartimento di farmacologia clinica della stessa università.
In seguito ha lavorato per un anno come ricercatrice all'Unità di neurobiologia dell'Institut national de la santé et de la recherche médicale (INSERM) di Parigi, dopo il quale ha concorso per le borse di studio assegnate da Rita Levi-Montalcini, collaborando con lei alle ricerche sul Nerve Growth Factor.
È stata quindi all'Unità di neurobiologia molecolare presso il Medical Research Council di Cambridge, dove ha conseguito il dottorato di ricerca in biologia molecolare nel 1987 e dove oggi lavora con il John van Geest Centre for Brain Repair.

## Scoperte
Nel corso delle sue ricerche, Maria Grazia Spillantini ha esaminato i meccanismi che conducono alla neurodegenerazione in malattie come la malattia di Alzheimer, la malattia di Parkinson e la demenza frontotemporale, in particolare focalizzandosi sul ruolo dell'aggregazione fra la proteina Tau, una proteina associata ai microtubuli e l'alfa-sinucleina nel processo neurodegenerativo.

## Riconoscimenti
Nel 2000 è stata insignita del Premio Potamkin dell'American Academy of Neurology.